# The Hurricane Express
The Hurricane Express is een 12-delige serie films uit 1932 van regisseurs Armand Schaeffer en J.P. McGowan met acteur John Wayne in de hoofdrol. 
De film vertelt het verhaal van piloot Larry Baker, die achter een mysterieuze schurk, genaamd "The Wrecker" aan zit omdat deze verantwoordelijk is voor het treinongeval waarbij zijn vader werd gedood. 

## Serie titels
1. The Wrecker
2. Flying Pirates
3. The Masked Menace
4. Buried Alive
5. Danger Lights
6. Airport Mystery
7. Sealed Lips
8. Outside the Law
9. The Invisible Enemy
10. The Wrecker's Secret
11. Wings of Death
12. Unmasked

## Rolverdeling
| Acteur               | Personage           |
| -------------------- | ------------------- |
| Tully Marshall       | Howard L. Edwards   |
| Conway Tearle        | Stevens             |
| John Wayne           | Larry Baker         |
| Shirley Grey         | Gloria Stratton     |
| Edmund Breese        | Frank Stratton      |
| Lloyd Whitlock       | Walter Gray         |
| Al Bridge            | Carlson             |
| Matthew Betz         | Tom Jordan          |
| Joseph W. Girard     | Detective Matthews  |
| James P. Burtis      | Detective Hemingway |
| Ernie Adams          | Henchman Barney     |
| Charles King         | Mike                |
| J. Farrell MacDonald | Jim Baker           |
| Al Ferguson          | Sandy               |
| Glenn Strange        | Jim                 |